# Ovophis
Ovophis is een geslacht van slangen uit de familie adders (Viperidae) en de onderfamilie groefkopadders (Crotalinae).

## Naam en indeling
De wetenschappelijke naam van de groep werd voor het eerst voorgesteld door Burger in 1981. Er zijn zes soorten, de slangen werden eerder aan andere geslachten toegekend, zoals Lachesis en Trimeresurus.

## Uiterlijke kenmerken
De lichaamslengte varieert sterk, de soort Ovophis tonkinensis bereikt een lichaamslengte van ongeveer 55 centimeter terwijl de soort Ovophis monticola tot 1,25 meter lang kan worden. De staartpunt is niet sterk beweeglijk zoals bij veel andere groefkopadders voorkomt. De kop is driehoekig van vorm en is zowel breed als afgeplat. De kop is hierdoor duidelijk te onderscheiden van het lichaam. De ogen zijn relatief klein en hebben een verticale pupil. De slangen hebben, de soort Ovophis okinavensis buiten beschouwing latend, 21 tot 25 rijen schubben in de lengte op het midden van het lichaam en 127 tot 157 schubben aan de buikzijde. Onder de staart zijn 22 tot 64 staartschubben aanwezig.

## Levenswijze
De adders zijn 's nachts of in de schemering actief en jagen op kleine zoogdieren, zoals insecteneters en knaagdieren, vogels en hun eieren, hagedissen en kikkers. De vrouwtjes zetten in tegenstelling tot de meeste adders meestal eieren af en zijn niet eierlevendbarend. De jongen worden echter geboren in een zeer dunne eierschaal die binnen korte tijd al wordt verlaten. De soort Ovophis convictus is hierop een uitzondering, bij deze slang komen wel levende jongen ter wereld.

## Verspreiding en habitat
De slangen komen voor in delen van Azië en leven in de landen India, Myanmar, Nepal, Bhutan, China, Laos, Vietnam, Cambodja, Thailand, Taiwan, Maleisië, Japan, Hongkong en Indonesië en mogelijk in Bangladesh. De habitat bestaat voornamelijk uit vochtige tropische en subtropische bossen, zowel in laaglanden als in bergstreken. Ook in door de mens aangepaste streken zoals weilanden en landelijke tuinen kunnen de dieren worden aangetroffen.

## Beschermingsstatus
Door de internationale natuurbeschermingsorganisatie IUCN is aan alle soorten een beschermingsstatus toegewezen. De slangen worden beschouwd als 'veilig' (Least Concern of LC).

## Soorten
Het geslacht omvat de volgende soorten, met de auteur en het verspreidingsgebied.
| Naam                 | Auteur          | Verspreidingsgebied                                                                                                 |
| -------------------- | --------------- | --- |
| Ovophis convictus    | Stoliczka, 1870 | Indonesië, Maleisië                                                                                                 |
| Ovophis makazayazaya | Takahashi, 1922 | China, Taiwan, Vietnam                                                                                              |
| Ovophis monticola    | Günther, 1864   | India, Myanmar, Nepal, Bhutan, China, Laos, Vietnam, Cambodja, Thailand, Maleisië, Hongkong, mogelijk in Bangladesh |
| Ovophis okinavensis  | Boulenger, 1892 | Japan |
| Ovophis tonkinensis  | Bourret, 1934   | Vietnam, China, Hongkong                                                                                            |
| Ovophis zayuensis    | Jiang, 1977     | China |